# 文屋善友
文屋 善友（ふんや の よしとも）は、平安時代前期の官人。官職は上総大掾、対馬守。

## 経歴
元慶7年（883年）に上総国で起きた俘囚の乱を上総大掾として諸郡の兵1000を率いて鎮圧した経験を有していた。この時期、新羅の海賊が対馬国・九州北部沿岸を襲う事件がたびたび起こり、貞観15年（873年）には小野春風が対馬守に赴任、朝廷に食料袋1000枚・保呂（矢避けの武具）1000領を申請して軍備の拡充を行っている。寛平5年（893年）にも新羅の賊が九州北部の人家を焼くという事件があり、翌寛平6年（894年）4月には新羅の船大小100艘に乗った2500人にのぼる新羅の賊の大軍が対馬に来襲した。この知らせを受けた朝廷は、参議・藤原国経を大宰権帥に任命して討伐を命じるなどの対策に追われた。
戦闘の経過は以下の通りである。
9月5日の朝、対馬に押し寄せたのは45隻。対馬守・善友はまず前司の田村高良に部隊を整えさせ、対馬嶋分寺の上座面均と上県郡の副大領下今主を押領使とし、100人の兵士を各5名ずつ20番に分けた。まず豊円春竹が率いる40人の弱軍をもって敵を善友の前までおびき寄せ、弩による射撃戦を挑んだ。矢が雨の如しという戦いののち、逃走しようとする敵をさらに追撃し大将3人、副将11人を含む賊302人を射殺した。また船11隻、甲冑、保呂、銀作太刀および太刀50柄、桙1000基、弓110張、弓胡（やなぐい）110、置き楯312枚など莫大な兵器を捕獲し賊1人を生け捕った。
この捕虜が述べるにはこれは私掠ではなく新羅政府によるものであり、「飢饉により王城不安であり食料や絹を獲るため王の命を受けた船100隻、2500の兵を各地に派遣した」と、対馬を襲ったこの45艘もその一部隊であった。また逃げ帰った中には優れた将軍が3人おり、その中でも一人の唐人が強大であると述べた。
当時は律令軍制の最末期であり、またその装備である弩が蝦夷以外の対外勢力との戦いで使われた数少ない例である。
撃退の成功は大宰府の飛駅によって、9月19日に都に伝えられた。